# Ткаченко-Ходкевич Наталя Михайлівна
Наталя (Наталія) Михайлівна Ткаченко-Ходкевич (1904 — ?) — українська перекладачка.

## До життєпису
Є дочкою перекладачки Наталі Романович-Ткаченко і правника Михайла Степановича Ткаченка. 
Перекладала переважно з англійської мови. 

## Відомі праці
- переклад пригодницько-історичного роману Вальтера Скотта «Карло Сміливий» («Anne of Geierstein, or The Maiden of the Mist», 1829) — опублікований у київському видавництві «Час» 1929 року
- передмова до перекладу роману «Карло Сміливий» про художню вартість творчого доробку Вальтера Скотта і його вплив на розвиток європейської романістики
- переклад роману Вальтера Скотта «Талісман» («The Talisman», 1825), виданий 1930 року в харківському видавництві «Рух»
- переклад збірки оповідань письменника-фантаста Герберта Уеллса «Кам'яна доба», вийшов друком у київському видавництві «Час» 1929 року
- переклад низки великих творів Томаса Майна Ріда, серед яких повісті «Білий ватажок» та «Захована гора», вийшли друком у київському видавництві «Час» 1929 року
- повість французького філософа Е. Леруа «Юний месник», вийшла друком у київському видавництві «Час» 1929 року
- переклад роману Жюля Верна «Діти капітана Ґранта» (спільно з Наталією Романович-Ткаченко (1929 та перевидання 1935 року).